# Aeroportul Trieste – Friuli Venezia Giulia
Aeroportul Trieste – Friuli Venezia Giulia (IATA: TRS, ICAO: LIPQ) este un aeroport din Ronchi dei Legionari, regional decentralization entity of Gorizia⁠(d), Friuli-Veneția Giulia, Italia ce deservește zona Triest. Aeroportul a fost tranzitat în 2022 de 698.613 pasageri. A fost deschis în 1961 și numit după zona deservită.
Situat la o altitudine de 12 m, aeroportul dispune de 1 pistă.

## Infrastructură

### Piste
Aeroportul dispune de o singură pistă. Pista 09/27 are suprafața de asfalt și dimensiunile 3.000 m × 45 m. 